# Acronicta virrillii
Acronicta virrillii är en fjärilsart som beskrevs av Augustus Radcliffe Grote och Robinson 1870. Acronicta virrillii ingår i släktet Acronicta och familjen nattflyn. Inga underarter finns listade i Catalogue of Life.